# Binyamín Netanyahu
Binyamín Netanyahu, de vegades transcrit com a Benjamin Netanyahu, hebreu  בִּנְיָמִין נְתַנְיָהוּ (?·pàg.) (Tel-Aviv, 21 d'octubre de 1949) és un polític israelià. Ha estat primer ministre d'Israel entre 1996 i 1999 i entre 2009 i 2021 i ho torna a ser d'ençà del 29 de desembre de 2022. Actualment és president del partit polïtic Likkud. Netanyahu és el primer ministre d'Israel que més temps ha estat en el poder, amb més de 16 anys ocupant el càrrec. És també el primer primer ministre en haver nascut a Israel després de l'establiment d'Israel com estat.

## Biografia
Netanyahu va néixer en una família predominantment ashkenazi el 1949 a Tel Aviv. La seva mare, Tzila Segal va néixer a Pétah Tiqvà al Mutasarrifat de Jerusalem de l'Imperi Otomà, i el seu pare, Benzion Netanyahu (nascut a Varsòvia com a Mileikowsky), va ser un historiador especialitzat en l'edat d'or dels jueus hispànics. El seu avi patern, Nathan Mileikowsky, era un rabí i escriptor sionista. Quan el pare de Netanyahu va emigrar al Mandat britànic de Palestina, va convertir el seu cognom de "Mileikowsky" a "Netanyahu", que significa "Déu ha donat". Tot i que la seva família , ha dit que una prova d'ADN va revelar que tenia algun ascendent sefardita. Afirma ser descendent de Gaó de Vílnius.
Binyamín va ser el segon de tres fills. Inicialment es va criar i es va educar a Jerusalem, on va assistir a l'escola elemental Henrietta Szold. Entre 1956 i 1958, i entre 1963 a 1967, la seva família va viure als Estats Units a Cheltenham Township, un suburbi de Filadèlfia, quan el seu pare donava classe a l'escola jueva Dropsie College. Binyamín va assistir i es va graduar a la Cheltenham High School. Ell i el seu germà Yonatan es van sentir insatisfets amb el que van veure com la forma de vida superficial que van trobar a la zona, inclòs el prevalent moviment de contracultura juvenil i les sensibilitats liberals de la sinagoga del Judaisme reformista a la qual assistia la família.

### Primer terme com a Primer Ministre
Després de l'assassinat del Primer Ministre d'Israel Yitshaq Rabín al final d'una manifestació en suport dels Acords d'Oslo, el successor temporal de Rabín, Ximon Peres, va decidir convocar eleccions anticipades per tal de donar al govern un mandat per avançar en el procés de pau. Els mesos previs a les eleccions legislatives israelianes de 1996 es van veure marcats per una sèrie d'atacs terroristes de Hamàs a Israel. Després que el Shin Bet assassinés el líder militar de Hamàs, Yahya Ayyash, el 5 de gener de 1996, Mohammed Deif, ara comandant de les brigades Izz ad-Din al-Qassam, va organitzar una campanya de bombardejos dins d'Israel com a represàlia, incloent-hi els atemptats suïcides del Centre Dizengoff i els atemptats amb bomba a l'autobús de la carretera de Jaffa, i la incapacitat del govern laborista per aturar-los va impulsar la victòria del Likkud, que després de mesos de negociacions va bastir una coalició amb Guéixer i Tsómet.
Netanyahu va ser el candidat del Likkud a primer ministre a les eleccions legislatives israelianes de 1996 que van tenir lloc el 29 de maig i van ser les primeres eleccions israelianes en què els israelians van triar directament el seu primer ministre.
Netanyahu esdevé Primer Ministre d'Israel formant govern de coalició de Likkud, Guéixer i Tsómet amb  Xas, el Partit Nacional Religiós, Israel ba-Aliyà, el Judaisme Unit de la Torà i la Tercera Via al govern, amb la coalició que ocupava 66 dels 120 escons a la Knesset. El govern també va rebre el suport, però no s'hi va unir, dels dos escons de Molédet. El govern aturà el procés de pau i portà en paral·lel una política econòmica molt liberal.
Netanyahu es va reunir el 4 de setembre de 1996 per primera vegada amb Iàssir Arafat, el líder de l'Autoritat Nacional Palestina des de les eleccions legislatives palestines de 1996, i les reunions es mantindrien fins a la tardor de 1996 culminant el 14 de gener de 1997, amb la signatura del Protocol d'Hebron amb l'Autoritat Palestina que va donar lloc a la redistribució de les forces israelianes a Hebron i a la transferència de l'autoritat civil a bona part de la zona al control de l'Autoritat Palestina. La manca de progrés del procés de pau va portar a noves negociacions que van produir el Memoràndum de Wye River el 1998 que detallava els passos que havien de fer el govern israelià i l'Autoritat Palestina per implementar l'anterior Acord de Taba de 1995.

### Pas a l'oposició
El laborista Ehud Barak el va succeir després de les eleccions legislatives d'Israel de 1999 i es va retirar de la política, entrant al sector privat.

### Ministre d'Afers Exteriors i Finances
L'any 2002, després que el Partit Laborista israelià deixés la coalició de govern i deixés vacant el càrrec de ministre d'Afers Exteriors, el primer ministre Ariel Xaron va nomenar Netanyahu com a ministre d'Afers Exteriors el 6 de novembre de 2002. Netanyahu va desafiar Xaron pel lideratge del partit Likkud a les eleccions de lideratge del Likkud de 2002, però no va aconseguir derrocar-lo. El 28 de febrer de 2003 va passar a ser ministre de Finances, iniciant reformes econòmiques, abans de dimitir el 9 d'agost de 2005 pel Pla de retirada unilateral israeliana de Gaza.

### Segon terme com a Primer Ministre
En les eleccions del eleccions legislatives d'Israel del 2009 del 10 de febrer, el Likkud, el seu partit, va obtenir 27 escons per la Kenésset. Creant una coalició de govern amb Yisrael Beiteinu, el Partit Laborista Israelià i el Xas i així obtenint majoria absoluta, va jurar el seu càrrec com Primer Ministre d'Israel al març de 2009.
El 29 d'octubre de 2012, els delegats del Likkud aprovaren l'aliança electoral entre el seu partit i Yisrael Beiteinu per conformar una llista comuna per a aquestes eleccions. El tercer govern de Binyamín Netanyahu va sortir de les eleccions legislatives d'Israel de 2013 i va prendre possessió el 18 de març de 2013 fou coalició del Likkud-Yisrael Beiteinu, Yeix Atid, La Llar Jueva i Ha-Tenuà.
En març de 2014 es va aprovar la modificació de la Llei bàsica del govern, limitant el nombre de ministres a 18 i establint que tots els ministres hagin de tenir cartera. També es va elevar el llindar electoral del 2% al 3,25% del total de vots emesos perquè un partit pugui entrar a la Knesset, mantenint el sistema de representació proporcional sense representació geogràfica.
L'aliança del Likkud i Yisrael Beiteinu es va rompre el juliol de 2014 i el 2 de desembre de 2014, Netanyahu va destituir la ministra de Justícia Tsippi Livni, de Ha-Tenuà i al ministre de Finances Yair Lapid de Yeix Atid, per la seva oposició a la lluita contra el programa nuclear de l'Iran, aconseguir que els palestins reconeguin Israel com a Estat jueu i continuar construint a les zones ocupades de Jerusalem est, i quatre ministres més de Yeix Atid van dimitir provocant la convocatòria de noves eleccions per al 17 de març de 2015.
El Likkud es presentà per separat a les eleccions legislatives d'Israel de 2015. El President Reuven Rivlin va intentar la formació d'un govern d'unitat nacional entre el Likkud i Unió Sionista que Isaac Herzog va rebutjar, i Netanyahu formà un nou govern de coalició del Likkud amb la Llar Jueva, Judaisme Unit de la Torà, Kulanu i Xas, amb el mínim de 61 escons, i Yisrael Beiteinu es va unir a la coalició el maig de 2016.
A les eleccions legislatives d'Israel d'abril de 2019 tornà a ser el candidat més votat i, tot i empatar en nombre d'escons (35) amb la nova coalició centrista Blau i Blanc liderada per Benny Gantz, els partits de la seva coalició de govern continuen tenint majoria absoluta a la Knesset. Tot i això, fou incapaç d'aconseguir el suport de la majoria absoluta del parlament i formar govern perquè no arribà a un acord amb Yisrael Beiteinu que volia tirar endavant un projecte de llei que estableix quotes anuals per al reclutament d'ultraortodoxos, que estan exclosos del servei militar. Els partits ultraortodoxos que donaven suport a Netanyahu estaven totalment en contra d'aquesta llei. El juliol de 2019 es convertí en la persona que durant més temps havia ocupat el càrrec de primer ministre. A la repetició de les eleccions del setembre de 2019 el seu partit quedà en segona posició a poca distància del primer i se li encarregà provar de formar govern per ser el candidat que tenia més suports però altra vegada fracassà i no ho aconseguí i l'encàrrec recaigué en el seu rival Benny Gantz que tampoc ho aconseguí.
Després de les terceres eleccions consecutives, les de març de 2020, Netanyahu finalment aconseguí formar un govern d'unitat amb el seu rival Benny Gantz de Blau i Blanc, continuant com a primer ministre però amb el compromís de ser rellevat per Gantz al cap d'un any i mig. A la coalició es van unir Xas, Judaisme Unit de la Torà, Partit Laborista, Derech Eretz, Guéixer i La Llar Jueva. Segons l'acord de govern signat el 2020 entre el Likkud i Blau i Blanc, les eleccions s'havien de fer 36 mesos després de la constitució del govern i d'haver-se repartit el temps com a primer ministre entre Binyamín Netanyahu i Benny Gantz. Amb tot, la llei estipulava que si el pressupost pel 2020 no s'aprovava abans del 23 de desembre, s'havien de convocar eleccions. La manca d'entesa entre els socis de govern causà que no fos possible aprovar el pressupost. El 22 de desembre de 2020 la Kenésset rebutjà per 49 vots contra 47 una moció per a donar més temps per fer el pressupost i a la mitjanit següent es dissolgué la Kenésset i es convocaren les eleccions. Les eleccions foren convocades a poques setmanes de l'inici del judici que Netanyahu havia d'afrontar per corrupció. El judici contra el primer ministre es reprengué el 8 de febrer i Netanyahu es declarà innocent de les acusacions de suborn, frau i abús de confiança. En aquestes eleccions, que se celebraren el 23 de març de 2021, el Likkud que liderava tornà a ser el partit més votat, però altra vegada no tenia la majoria necessària en un parlament molt fragmentat i on un partit àrab, la Llista Àrab Unida, podia decidir cap a on decantava la balança.

### Pas a l'oposició
Tot i que rebé el mandat per a formar govern de part del president d'Israel, Reuven Rivlin, no aconseguí els suports necessaris i el president encarregà la formació de govern a Yair Lapid, líder de Yeix Atid, el segon partit més votat. Lapid arribà a un acord amb Naftali Bennet, líder de Yamina, per a la formació d'un govern en que s'alternarien com a primers ministres i aconseguiren el suport de la majoria de la Kenésset, així que Netanyahu cessà com a primer ministre d'Israel el 13 de juny de 2021.

### Tercer terme com a Primer Ministre
Després de les eleccions legislatives de 2022, Netanyahu tornà a ser nomenat primer ministre el 29 de desembre de 2022, amb una coalició formada per Likkud, Xas, Partit Nacional Religiós - Sionisme Religiós, Noam, Otzma Yehudit i Judaisme Unit de la Torà (JUT).
El 7 d'octubre del 2023, després que militants palestins de Gaza llancessin un important atac contra diverses comunitats al sud d'Israel, va anunciar que el seu país entraria en estat de guerra contra Hamàs. Va amenaçar de «convertir tots els llocs on Hamàs està organitzat i s'amaga en ciutats en ruïnes», va anomenar a Gaza «la ciutat del mal» i va instar els seus residents a «anar-se'n ja». El 12 d'octubre, el Partit de la Unitat Nacional va anunciar que formaria un gabinet de guerra amb el Likkud. Cinc membres de la coalició (Benny Gantz, Gadi Eizenkot, Gideon Sa'ar, Hili Tropper i Yifat Shasha-Biton) van entrar al govern de Netanyahu com a ministres sense cartera. El 20 de maig del 2024, Karim Khan, fiscal en cap del Tribunal Penal Internacional va comunicar que ha sol·licitat ordres de detenció contra el primer ministre israelià i contra els líders de Hamàs per crims de guerra i crims contra la humanitat i el 21 de novembre de 2024 el TPI va ordenar detenir per crims de guerra i contra la humanitat Netanyahu, Gallant i Deif.
Israel va procedir a repel·lir les forces de Hamàs dins del seu territori i el 13 d'octubre, la contra ofensiva israeliana va entrar en un nou escenari amb l'anunci d'un setge total sobre la Franja de Gaza on l'Exèrcit d'Israel tallaria el subministrament d'aliments, aigua, electricitat i combustible, pel que l'única via de entrada i sortida seria el pas fronterer de Rafah amb Egipte. La resposta israeliana es va materialitzar en l'operació Espases de Ferro contra Hamàs a la franja de Gaza, que es va estendre per lluitar contra els seus aliats Hezbol·là, Iran i els huthis en tot l'orient mitjà, causant milers de víctimes i deteriorant seriosament Hamàs i Hezbol·là, eliminant, entre molts altres, als seus líders Ismail Haniyeh i Yahya Sinwar (de Hamàs) i Hassan Nasrallah i Hashim Safi Al-Din (de Hezbol·là)
El 20 de maig de 2024 Karim Khan, fiscal del Tribunal Penal Internacional (TPI) va emetre una ordre de detenció per a Benjamin Netanyahu i Yoav Gallant, acusats de crims de guerra, crims contra la humanitat i de cometre genocidi contra la població de Gaza, després del setge a la franja començat a l'Octubre de 2023.
En un context d'inestabilitat, pressions i apogeu de les mobilitzacions socials, el 17 de juny de 2024 Netanyahu va dissoldre el gabinet de guerra després de les pressions ultres dins del Govern i la dimissió del ministre de guerra Gantz.
El 19 d'octubre de 2024 la seva casa de la platja a Cesarea va rebre l'impacte d'un dron llençat per Hezbol·là, causant danys en una finestra.
El 26 de novembre de 2024 es va acordar un alto-el-foc al Líban negociat per l'enviat nord-americà Amos Hochstein, en condicions favorables a Israel amb ànim d'implantar la Resolució 1701 del Consell de Seguretat de les Nacions Unides després de la mort dels principals comandants de Hezbol·là i més de 3.000 persones i un milió de desplaçats.
Amb l'accelerada pèrdua de control de Baixar al-Àssad l'exèrcit israelià va desplegar el desembre de 2024 la 210a divisió als Alts del Golan, per por que els esdeveniments es descontrolin i arribin a la frontera. La caiguda d'Assad el 8 de desembre de 2024 va trencar efectivament la ruta d'armes, material i personal des de l'Iran a Hezbol·là quedant aïllada al sud del Líban, quedant encara més afeblit i vulnerable a l'atac o la infiltració israeliana. El 9 de desembre les tropes israelianes es van desplegar a la zona d'amortiment desmilitaritzada supervisada per la Força de les Nacions Unides d'Observació de la Separació, inclos el mont Hermon. El 8 i 9 de desembre la Força Aèria i la Marina d'Israel van llençar l'Operació Fletxa de Bashan atacant més de 350 atacs contra dipòsits de míssils, vaixells de guerra, avions de caça i altres objectius estratègics, eliminant la majoria de les reserves d'armes estratègiques a Síria.
L'emir de Qatar, Tamim bin Hamad Al Thani va anunciar el 15 de gener de 2025 que després de mesos de negociacions, el govern d'Israel i Hamàs van arribar a Doha a un acord d'alto el foc que entraria en vigor a partir del 19 de gener. En la primera fase de l'acord, Israel i Hamàs han acordat un alto el foc de sis setmanes, en les quals es produirà un intercanvi gradual de 33 ostatges israelians, prioritàriament infants, dones, ancians, malalts i ferits per més de 1.900 presos palestins, que no inclouria terroristes acusats per assassinat. Israel autoritzà l'entrada d'uns 600 camions amb ajuda humanitària i combustible a tota la Gaza i la rehabilitació d'hospitals. La una segona fase començaria al cap de 16 dies d'iniciada la primera i s'hi començaria a negociar la fi del conflicte. El 18 de març de 2025 Israel va trencar l'alto el foc quan les FDI van llançar desenes d'atacs aeris a tot Gaza per la negativa reiterada de Hamàs a alliberar ostatges.
Els membres d'Otzma Yehudit van dimitir del govern el 19 de gener de 2025 a causa de l'alto el foc a la guerra de Gaza que va entrar en vigor el 21 de gener, però es van reincorporar al març, després de la represa de la guerra. Avi Maoz, del partit Noam, va deixar el govern el març de 2025. La coalició de govern aconseguir aprovar el pressupost per a 2025, eliminant una amenaça important per a l'estabilitat del govern del primer ministre Benjamin Netanyahu, per 66-52 a favor, amb una despesa de 755.000 milions de nou xéquels que el ministre de Finances, Bezalel Smotrich, va dir que contenia "tot el necessari per guanyar al front i a casa".
La guerra entre l'Iran i Israel va començar el 13 de juny de 2025, quan Israel va llançar atacs contra desenes d'objectius iranians amb l'objectiu d'aturar l'expansió del programa nuclear de l'Iran. Sota el nom en clau de l'Operació Lleó Creixent, les Forces de Defensa d'Israel (IDF) i Mossad van atacar llocs nuclears clau, instal·lacions militars i zones residencials habitades per civils. A partir de la nit del 13 de juny, l'operació de represàlia de l'Iran Operació Veritable Promesa III va llançar míssils balístics i drons en llocs militars, llocs d'intel·ligència i zones residencials. El 24 de juny, Israel i l'Iran van acordar un alto el foc.
JUT va anunciar la seva sortida del govern el 15 de juliol per l'intent d'aixecar l'excempció de fer el servei militar als estudiants ultraortodoxos.